# Казубский, Василий Васильевич
Васи́лий Васи́льевич Казу́бский (1906—1958) — партизан Великой Отечественной войны, командир партизанского полка имени Сергея Лазо.

## Биография
Василий Казубский родился в 1906 году в деревне Титово (ныне — Ельнинского района Смоленской области) в бедной крестьянской семье. В 1918—1924 годы учился в школе второй ступени в селе Покровском, в бывшем имении помещика Монтицкого. С октября 1924 года работал секретарём Мархоткинской волостной ячейки комсомола. Окончив курсы красного учительства (1924), работал учителем, затем инспектором районо (1930—1932); с 1932 года — в Коробецкой средней школе Ельнинского района (учитель химии и биологии, завуч, директор). В 1941 году окончил три курса заочного факультета Смоленского педагогического института.
С началом войны руководил строительством оборонительных рубежей в верховьях Угры и Десны. В сентябре 1941 года был призван в Рабоче-крестьянскую Красную Армию Ельнинским районным военным комиссариатом, в звании младшего политрука 252-го полка погранвойск НКВД СССР участвовал в боях на Западном фронте. В октябре 1941 года, будучи в окружении под Вязьмой, был взят в плен, но через несколько дней сумел бежать. Вернулся в родные места, установил связь с местными подпольными партийными органами и вскоре организовал партизанский отряд имени Сергея Лазо (с февраля 1942 преобразован в партизанский полк) и был избран его командиром (комиссаром — Андрей Фёдорович Юденков); командовал отрядом (полком) с января по декабрь 1942 года.
За годы Великой Отечественной войны партизанский полк значительно вырос в численности и насчитывал 7 батальонов. Только за 4 месяца 1943 года полк Казубского уничтожил 3210 вражеских солдат и офицеров, захватил большое количество трофеев, в том числе артиллерийских орудий, миномётов, пулемётов, винтовок. Казубский лично руководил всеми действиями своего полка. Полк занимал и крепко удерживал площадь в 4 тысячи квадратных километров, ведя при этом непрерывные бои с оккупантами. За умелое руководство своим полком Казубский был награждён орденом Ленина. С декабря 1942 по март 1943 года — старший помощник начальника отдела разведки Западного штаба партизанского движения, с марта 1943 по январь 1944 года — там же начальник отдела кадров; с января по октябрь 1944 года — заместитель начальника Смоленского областного штаба партизанского движения.

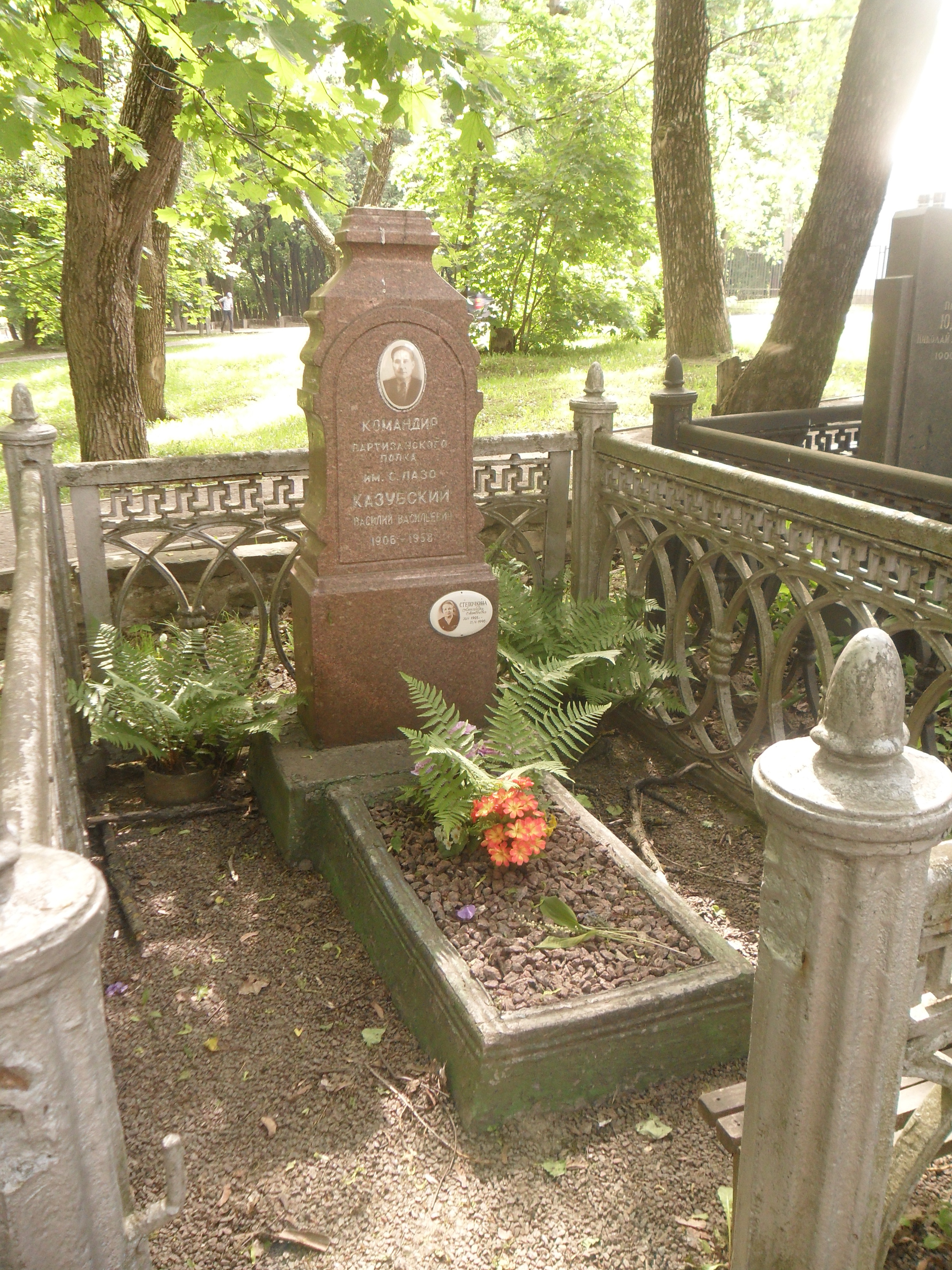
Могила Казубского на кладбище «Клинок».

В октябре 1944 года в звании подполковника был демобилизован и вернулся в родные места. Был секретарём Дорогобужского райкома ВКП(б), затем работал заведующим отделом школ и вузов обкома партии (январь 1945 — ноябрь 1947), уполномоченным по Смоленской области Совета по делам религиозных культов при Совете Народных Комиссаров СССР (с ноября 1947). Скончался после тяжёлой продолжительной болезни 10 января 1958 года. Похоронен на кладбище «Клинок» в Смоленске.

## Награды
- орден Ленина (9.7.1942)
- орден Отечественной войны 1-й степени (1965, посмертно)
- орден «Знак Почёта»
- медали:
  - «Партизану Отечественной войны 1-й степени»
  - «За Победу над Германией»
  - «За доблестный труд»
- Заслуженный учитель школы РСФСР (05.08.1943)[1].

## Память
Могила В. В. Казубского объявлена памятником истории регионального значения.
Имя В. В. Казубского носят улицы в Ельне и деревне Коробец.
На здании Коробецкой средней школы установлена мемориальная доска.